# Nagu merelaine
Nagu merelaine (Nederlands: Als een golf van de zee) is een single van de Estse zangeres Silvi Vrait en was de Estse inzending voor het Eurovisiesongfestival van 1994.
Nagu merelaine is geschreven door Leelo Tungal, een bekend Ests dichter en kinderboekenschrijver, en gecomponeerd door Ivar Must, die later het winnende lied Everybody zou componeren. Het was de eerste Estse inzending op het Eurovisiesongfestival, nadat Janika Sillamaa het jaar ervoor niet door de Oost-Europese voorselectie was geraakt.
Het lied wordt gezongen vanuit het standpunt van een vrouw, die haar liefde voor een man bezingt. Zij vergelijkt zich in een uitgewerkte metafoor met een zeegolf, en vertelt dat zij heimelijk kan aankomen, maar ook veranderlijk is.
Het lied werd op de avond als tiende opgevoerd, na Zwitserland (Duilio met Sto pregando) en voor Roemenië (Dan Bittman met Dincolo de nori). Vrait haalde uiteindelijk slechts twee punten (van Griekenland) en eindigde op de 24e en voorlaatste plaats.
Tanel Padar heeft met zijn groep The Sun een cover gemaakt van het lied.